# Radical 124
El radical 124, representado por el carácter Han 羽, es uno de los 214 radicales del diccionario de Kangxi. En mandarín estándar es llamado 羽部, (yǔ bù　«radical “pluma”»); en japonés es llamado 羽部, うぶ (ubu), y en coreano 우 (u).
El radical «pluma» puede aparecer en diferentes posiciones dentro de los caracteres que clasifica. Puede aparecer en la parte superior (como en 羿), en la parte inferior (como en 翁), en el lado derecho (como en 翃) o en el lado izquierdo (como en 羾). 
Los caracteres clasificados bajo el radical 124 suelen tener significados relacionados con el plumaje de las aves o el vuelo de estas. Como ejemplo de esto se encuentran 翀, «alzar el vuelo»; 翅, «ala»; 翔, «volar»

## Nombres populares
- Mandarín estándar: 羽字頭, yǔ zì tóu, «carácter “pluma” en la parte superior»; 羽字旁, yǔ zì páng, «carácter “pluma” en un lado»; 羽字底, yǔ zì dǐ, «carácter “pluma” en la parte inferior».
- Coreano: 깃우부, git u bu, «radical u-pluma».
- Japonés:　羽（はね）, hane, «pluma».
- En occidente: radical «pluma».

## Galería
| Estilos antiguos                                 | Estilos antiguos                  | Estilos antiguos                        | Estilos antiguos                   | Estilos antiguos                   | Estilos empleados actualmente       | Estilos empleados actualmente  | Estilos empleados actualmente    | Estilos empleados actualmente   | Estilos empleados actualmente  |
|                                                  |                                   |                                         |                                    |                                    |                                     | 羽                             | 羽                               |                                 |                                |
| 甲骨文 jiǎgǔwén (escritura de huesos oraculares) | 金文 jīnwén (escritura de bronce) | 简帛 jiǎnbó (escritura de bambú y seda) | 篆文 zhuànwén (escritura de sello) | 篆文 zhuànwén (escritura de sello) | 隸書 lìshū (estilo de los escribas) | 楷書 kǎishū (estilo regular)   | 楷書 kǎishū (estilo regular)     | 行書 xǐngshū (estilo corriente) | 草書 cǎoshū (estilo de hierba) |
| 甲骨文 jiǎgǔwén (escritura de huesos oraculares) | 金文 jīnwén (escritura de bronce) | 简帛 jiǎnbó (escritura de bambú y seda) | 大篆 dàzhuàn (sello grande)        | 小篆 xiǎozhuàn (sello pequeño)     | 隸書 lìshū (estilo de los escribas) | 繁體／繁体 fántǐ (tradicional) | 简体／簡體 jiǎntǐ (simplificado) | 行書 xǐngshū (estilo corriente) | 草書 cǎoshū (estilo de hierba) |

## Caracteres con el radical 124
| trazos | carácter                            |
| ------ | ----------------------------------- |
| + 0    | 羽                                  |
| + 3    | 羾 羿                               |
| + 4    | 翀 翁 翂 翃 翄 翅 翆                |
| + 5    | 翇 翈 翉 翊 翋 翌 翍 翎 翏 翐 翑 習 |
| + 6    | 翓 翔 翕 翖 翗 翘 翙 翚             |
| + 7    | 翛 翜 翝                            |
| + 8    | 翞 翟 翠 翡 翢 翣 翤                |
| + 9    | 翥 翦 翧 翨 翩 翪 翫 翬 翭          |
| + 10   | 翮 翯 翰 翱                         |
| + 11   | 翲 翳 翴 翵 翶 翼                   |
| + 12   | 翷 翸 翹 翺 翻                      |
| + 13   | 翽 翾                               |
| + 14   | 翿 耀                               |